# 祥雲寺 (渋谷区)
祥雲寺（しょううんじ）は、東京都渋谷区広尾五丁目にある、臨済宗大徳寺派の寺院。山号は瑞泉山（ずいせんざん）。東京メトロ日比谷線広尾駅至近、広尾商店街突き当りに位置する。
渋谷区第一の巨刹であり、江戸時代初期に筑前福岡藩主・黒田忠之が、黒田藩赤坂江戸中屋敷内に父の黒田長政を弔うために建立したのが始まり。以後、広尾に寺地を移転する。福岡藩や黒田家に縁のある数々の大名家や武家の墓所となっていることで知られる。

## 歴史

### 起立
筑前福岡藩2代藩主黒田忠之が元和9年（1623年）赤坂溜池の福岡藩中屋敷（赤坂二丁目17番地、赤坂ツインタワー一帯）内に江戸に於ける黒田家菩提寺として創建された。当初は長政の戒名より竜谷山興雲寺と号した。長政が生前帰依していた京都大徳寺の164世住持、竜岳宗劉和尚を開山とする。江戸時代を通じて関東に於ける同派の最高位寺院、触頭（ふれがしら）であった。境内裏手墓所には屋根で覆われた黒田長政の6メートル程の巨大な墓標があり、渋谷区指定史跡となっている。その他、長政の正室、大凉院栄姫、息女亀子姫など黒田家と同家に連なる人物の墓所が多数ある。

### 移転
寛永6年（1629年）8月、麻布市兵衛町に新地を拝領し移転、瑞泉山祥雲寺と改称した。明暦2年（1656年）2月28日、麻布市兵衛町畠山家屋敷（現六本木三丁目4番地）隣に抱え地を求めており、これが旧地ともいうが定かではない。また、『寛政呈譜』今大路正紹条には寛永6年同家が拝領した屋敷を瑞泉山祥雲寺としたとあり、移転には幕府医官今小路家（曲直瀬家）が深く関わり、曲直瀬玄朔の門弟である岡本玄冶が仏殿、玄関を、野間玄琢が客殿を、内田玄勝が居間をそれぞれ作り、玄朔が書院、小書院、庫司、学寮、文庫を造った。
竜岳以来歴代の住職は京都大徳寺に住していたが、寛文7年（1667年）からは塔頭景徳院及び霊泉院から各年輪番で務めることとなった。
寛文8年（1668年）大火で類焼し、郊外下渋谷村の現在地へ移転した。周囲は概ね武家地であったが、門外には麻布宮村町代地町が起立した。

### 近代以降
明治元年（1868年）上野戦争が勃発すると、幕府陸軍奥詰銃隊はこれに呼応して祥雲寺に参集したが、5月15日の彰義隊撃滅に伴い、翌日日向佐土原藩、伊勢津藩兵が到着した頃には撤収しており、戦火を免れた。
住所としては豊多摩郡渋谷町大字下渋谷に属し、境内がそのまま字新地を構成した。明治10年（1877年）、祥雲寺持畑地に臨川小学校が起立、翌年校舎を構えて独立した。
昭和29年（1954年）8月14日朝、渋谷区特殊小学校1年の児童により本堂が放火され、全焼した。

## 歴代徳川将軍家及び一門の来訪
祥雲寺は筑前松平黒田家（徳川家と姻戚になった事により松平家の家名を与えられる）の菩提寺であり、歴代徳川将軍に単独謁見できる独札の格式が与えられ、かつ丁度目黒方面へ向かう江戸市街の出口に立地していたため、将軍や世継の鷹狩としての休養の際、多くの来訪を受けた。7代目藩主・黒田治之以降松平黒田家は事実上の徳川家一門となり、以降もより多くの将軍家の家族が訪れた。御三卿一橋家歴代当主の来訪は特に多く、徳川家と黒田家の縁を物語る。
以下の来訪が寺の記録に残されている。
- 寛文延宝頃 - 厳有院様（徳川家綱）5回
- 享保11年（1726年）4月18日 - 有徳院様（徳川吉宗）
- 享保11年（1726年）3月29日 - 公方様（徳川吉宗）
- 享保20年（1735年）閏3月13日　大納言様（徳川家重）
- 宝暦3年（1753年）4月6日 - 大納言様（徳川家治）
- 安永3年（1774年）3月23日 - 公方様（徳川家治）
- 安永5年（1776年）3月11日 - 公方様（徳川家治）
- 安永6年（1777年）4月9日 - 大納言様（徳川家基）
- 安永7年（1778年）10月9日 - 公方様（徳川家治）
- 文政元年（1818年）4月11日 - 内府様（徳川家慶）

これらは残ってる一部であり文政7年（1824年）大火での類焼を期に途絶えたが、後も多くの徳川将軍が来訪した。

## 関連寺院
同寺境内に残る、東江寺、霊泉院、香林院は江戸時代を通して祥雲寺の塔頭であった。現在は、祥雲寺からは独立しているものの、関係は深く現在も移転せず祥雲寺の境内、山門内に立地している。また、境外には天祥庵が現存する。

### 凰翔山景徳院
慶安2年（1649年）麻布日ヶ窪（六本木五・六丁目）に創建。開山愚渓宗智は祥雲寺二世黙翁宗淵の嗣法。寛文8年（1668年）大火に遭い、当寺に移築された。
その後東江寺と合寺されたが、明治まで一般的には両寺が併存するが如く扱われていた。両寺の檀家武蔵岡部藩安部家と信濃飯田藩堀家への配慮と考えられる。明治19年（1886年）景徳寺の名称が廃され、東江寺に統一された。

### 妙高山東江寺
山門を入って右手にある。寛文元年（1661年）、下野烏山藩主・堀親昌を開基、祥雲寺一世竜岳の嗣法仙渓和尚を開山として、那須郡烏山城外に建立された。寛文12年（1672年）堀家の信濃飯田藩への転封に伴い廃され、後に景徳院内に再建された。その後景徳院と合寺となった。
なお、境内の鐘楼銘によれば、初代の鐘楼は万治4年（1661年）5月に堀親昌が父・堀親良の25回忌に寄進したものというから、実際の建立年は同年の5月以前となる。

#### 文化財
- 木造聖観音坐像 - 渋谷区指定有形文化財[7]

### 瑞泉山霊泉院
山門を入って左手にある。寛文9年（1669年）出雲広瀬藩主・松平近栄により祥雲寺内に建立された。開山は祥雲寺二世黙翁の嗣法、徳峰宗古。
霊泉の名は同院所蔵貞享3年（1686年）徳峰頂相に見え、当初から霊泉院を称しているが、『続江戸砂子』『改正新編江戸志』では霊泉院の代わりに隆興院の記載がある。霊泉院を意図して誤ったものか、それとも隆興院という別の塔頭が存在し、霊泉院を遺漏したものかは定かでない。
昭和には祥雲寺境内は大半が豊分町となっていたが、霊泉院のみ元広尾町に属した。

#### 文化財
- 歴代頂相画15幅、附子順和尚像 - 渋谷区指定有形文化財[7]
- 木造十一面観音立像 - 渋谷区指定有形文化財[7]

### 瑞泉山香林院
山門を入って正面にある。寛文5年（1665年）三河大給藩主・松平乗次が父故松平真次のため麻布小山（三田一丁目）に創建した。開山は景徳寺開山愚溪宗智の嗣法、絶山宗信。院号は松平真次の法名に由来する。寛文8年（1668年）大火により境内に再建された。
大正8年（1919年）仰木魯堂によって作られた茶室雲中庵がある。

#### 文化財
- 香林院茶室 - 渋谷区指定有形文化財[7]
- 歴代頂相画12幅、附絶山宗信像 - 渋谷区指定有形文化財[7]

### 天桂院
寛永年間、祥雲寺二世黙翁宗淵が隠居し祥雲寺境内に設けた春霄庵が起源とされるが。しかしながら、『続江戸砂子』『改正新編江戸志』では祥雲寺末寺として天桂院と春霄院が別個に挙げられており、その後天桂院が春霄院を併せたとも考えられるが、不明である。維新前後に廃された。

### 真常庵
『続江戸砂子』に興常庵、『改正新編江戸志』に真当庵とあるものと同一と思われるが、いずれが正しいか定かではない。
元禄8年（1695年）、霊泉院の開山、徳峰宗古により建立された。維新前後に廃された。

### 棲玄庵
元禄2年（1689年）霊泉院二世功海宗勲により建立された。維新前後に廃された。

### 天桂庵
祥雲寺からは離れて広尾一丁目1番39号に位置する。
当初は本所柳島長寿寺末寺であり、寛保2年（1742年）12月28日香林院末寺となった。天明7年（1787年）香林院東天から弟子妙立尼に付嘱され、尼寺となった。天保13年（1842年）「下渋谷村明細書」では近江国高野永源寺末寺となっている。

## 墓所
祥雲寺裏手には瑞泉山墓地があり、旧塔頭のものも併せて諸大名家や名士の墓が林立する。
- 筑前福岡藩黒田家 - 黒田長政、黒田吉之
- 筑前秋月藩黒田家
- 筑前直方藩黒田家 - 黒田高政、黒田之勝
- 筑後久留米藩有馬家
- 下野吹上藩有馬家
- 大和柳本藩織田家
- 大和新庄藩桑山家 - 桑山一直
- 岡部藩安倍家 - 安部信賢、安部信発
- 播磨小野藩一柳家
- 河内狭山藩北条家
- 丹波園部藩小出家
- 美作津山藩森家 - 森長成
- 三河奥殿藩大給松平家 - 大給恒
- 信濃飯田藩堀家
- 美濃八幡藩金森家
- 出雲広瀬藩越前松平家 - 松平近栄
- 能楽宝生流宝生家
- 茶道石州流下條家 - 下條信近、下條信隆
- 常磐津節常磐津文字太夫家
- 医道曲直瀬流曲直瀬家 - 曲直瀬玄朔
- 岡本玄冶家 - 門を出て右側に屋敷があった。
- 松前屋五郎兵衛
- 山梨稲川
- 荒井郁之助
- 日比翁助
- 小幡篤次郎
- 草郷清四郎
- 高橋由一
- 真船豊
- 北園克衛
- 今井正 - 霊泉院住職の長男として出生。

## 文化財
- 黒田長政の墓 - 渋谷区指定史跡[7]
- 大名墓地群
- 岡本玄冶墓 - 東京都指定旧跡
- 鼠塚 - 明治33年（1900年）のペスト流行の際駆除された鼠を慰霊するため、明治35年（1902年）建てられた。